# سمك القد الأزرق
سمك القد النيوزيلندي الأزرق (Parapercis colias) هو سمكة بحرية معتدلة من عائلة Pinguipedidae. يُعرف أيضًا بشكل مختلف باسم سمك القد الأزرق في بوسطن، وسمك القد النيوزيلندي، والسمك الرملي، أو أسماء الماوري الخاصة به: (rāwaru و pākirikiri و patutuki).
توجد حصريًا في نيوزيلندا في المياه الضحلة حول السواحل الصخرية على عمق 150 مترًا، على الرغم من أنها أكثر شيوعًا جنوب مضيق كوك. لونها أخضر مزرق إلى أزرق-أسود من الأعلى والأبيض في إتجاه البطن. عادة ما تكون الأمثلة الكبيرة ذات لون أزرق مخض، في حين أن الأمثلة الأصغر تكون ملطخة بدرجات متفاوتة من اللون البني. يبلغ طول الشخص البالغ 60 سم ويزن من 1.0 إلى 3.0 كجم. يتغذى بشكل رئيسي على الأسماك الصغيرة وسرطان البحر. سمك القد الأزرق إقليمي. يحدث التبويض في الربيع الجنوبي. يمكن أن يغير سمك القد الأزرق الجنس من أنثى إلى ذكر.
إنه نوع ترفيهي مهم في الجزيرة الجنوبية ويتم حصاده تجاريًا. تتم إدارة تجمعات سمك القد الأزرق في ظل نظام إدارة حصص مصايد الأسماك في نيوزيلندا، على الرغم من ندرة هذه المناطق في بعض المناطق الصغيرة بسبب ضغط الصيد. يتراوح الصيد السنوي بين 2000 و 2500 طن.